# John Paisley
John Arthur Paisley, né le 25 août 1923 à Sand Springs et mort officiellement le 24 septembre 1978, est un membre de la CIA mystérieusement disparu en 1978. Il était notamment chargé du contre-espionnage et de s'occuper des transfuges et des « taupes » venant du bloc de l'Est. Il avait été lié au scandale du Watergate et les soupçons sur sa disparition ont durement affecté James Angleton, le chef du contre-espionnage américain.

## Biographie
Paisley commença sa carrière en 1945 à l'OSS, l'ancêtre de la CIA, travaillant deux ans dans le port de Mourmansk pour l'OSS. À 25 ans (soit en 1948), il est opérateur-radio pour l'ONU en Palestine, lors de la mission dirigée par le comte Bernadotte.
Il rencontre alors James Angleton, qui deviendra chef du contre-espionnage.
En 1971, il était directeur de l'Office of Security (bureau de la sécurité) de la CIA, et était alors l'agent de liaison de la CIA avec l'unité spéciale d'enquête de la Maison-Blanche, mieux connue sous le nom des « plombiers », qui fut notamment chargé du cambriolage donnant lieu au Watergate. Il ne fut cependant pas inquiété par le Comité du Sénat sur le Watergate. À l'époque, ces contacts ont pu amener à le soupçonner d'être le mystérieux Gorge profonde  (Joseph Trento spécula notamment là-dessus), dont la véritable identité ne fut découverte qu'en 2005.
Il quitte la CIA en 1974, année du Watergate et alors que le nouveau directeur de la CIA, William Colby, fait le ménage. Paisley devient alors consultant de la CIA, travaillant pour la société de comptabilité Coopers et Lybrand, qui a entre autres, pour client, Air America. Quelques jours avant de disparaître, il avait demandé les services d'un consultant de la Nugan Hand Bank (en), impliquée en Australie dans des opérations douteuses de la CIA.
Depuis 1976, Paisley était l'agent de liaison de la CIA entre celle-ci et un groupe d'experts privés (la Team B) chargés d'évaluer les capacités nucléaires de l'URSS lors des négociations SALT . Alors qu'il était encore à la CIA, il aurait été opposé à une surestimation des capacités soviétiques, mais aurait, après un séjour à l'Imperial Defence College à Londres et son retour en tant qu'analyste privé, tu ses réticences par la suite. Sa disparition aurait été l'une des causes de la non-ratification du traité par le Sénat, puisqu'elle aurait compromis les capacités américaines de vérifier le respect de ces accords.
Or, approché par le KGB au début des négociations SALT, il a joué, sur ordre de ses supérieurs, le rôle d'agent double, « selon certains experts (...) pendant plus de vingt ans ». 
Paisley vit d'ailleurs au 1500 Massachusetts Avenue, à Washington, dans un immeuble qui abrite onze officiels de l'ambassade soviétique et huit agents du KGB...
Selon Fabrizio Calvi et Olivier Schmidt (1988), il «  a joué un rôle central dans le développement » de l'avion U-2, des satellites espion KH-11, ou encore de l'avion espion SR-71 Blackbird.
Certains affirment qu'après avoir quitté la CIA, il a été en fait délégué de celle-ci à la National Security Agency (NSA) durant deux ans.

## Disparition
Le 24 septembre 1978, il partit en mer avec son sloop d'une quinzaine de mètres, nommé Brillig (du nom d'un poème de Lewis Carroll), pour naviguer dans la baie de Chesapeake, au large de Hooper's Island (en), sur la côte est. Il émit un message radio à la marina pour lui demander de laisser les lumières sur le quai allumées au cas où il voudrait rentrer tard.
Le lendemain, les garde-côtes trouvèrent son bateau errant, sans Paisley, mais avec des documents top secret de la CIA et un burst transceiver (sorte d'émetteur-récepteur par satellite, permettant d'avoir accès à l'ordinateur de la CIA à Langley). Alertée, la CIA vint faire le ménage sur le bateau et au domicile de Paisley, empêchant tout aboutissement d'une enquête ultérieure sur les circonstances de sa disparition.
Quelques jours plus tard, on découvrit un corps sur la côte, lestée de deux ceintures de plongée et avec une blessure par balle à la tête. La police du Maryland, la CIA et la FBI l'identifièrent comme celui de John Paisley, et l'enquête conclut à un suicide.

## Procès de sa femme et morts suspectes
Sa femme, Maryann Paisley, également agent de la CIA, ne crut cependant jamais à cette version, et, prenant comme avocat Bernard Fensterwald, fit un procès au gouvernement des États-Unis afin de découvrir la vérité - en pure perte. Aucune empreinte digitale n'avait pu être prélevée sur le cadavre, la blessure ne concordait pas avec le fait que Paisley ait été droitier, et le FBI aurait « égaré » par la suite plusieurs prélèvements biologiques.
Selon Maryann Paisley, sa disparition aurait en effet été liée à l'affaire du transfuge Youri Nossenko, que son mari avait été chargé d'interroger lors de son retournement. Nosenko avait apporté des informations sur Lee Harvey Oswald, qui d'ailleurs ne cadraient pas du tout avec la conception de James Angleton qui pensait Oswald piloté par Moscou, ce pourquoi Angleton fut très suspicieux à l'égard de Nosenko. Paisley avait aussi participé aux interrogatoires d'Anatoli Golitsyne, et d'Oleg Penkovsky (tué en 1963).
Le domicile de Maryann Paisley fut « visité » à plusieurs reprises en 1980 ; en avril 1980, on découvre le cadavre d'un ami de Paisley et agent de la CIA, Ralph Madden, poignardé, et qui avait travaillé avec lui dans le renseignement électronique. En juin 1980, Irène Yaskovitch, collaboratrice de Paisley qui lui servait d'interprète russe, est assassinée par balles.

## Hypothèses sans réponses
Les fonctions importantes que Paisley a eues, notamment dans la chasse aux taupes de la CIA, a donné lieu à toutes sortes d'hypothèses : a-t-il joué triple jeu ? A-t-il été enlevé par la CIA, ou le KGB, soit pour le protéger, soit pour l'éliminer ? Aurait-il été la taupe du KGB au sein de la CIA ? Ou aurait-il au contraire découvert celle-ci ? Toutes ces questions ont jeté la suspicion sur le travail mené des années durant par James Angleton, qui nia toujours l'avoir rencontré.
William R. Corson, Susan B. Trento et Joseph Trento ont notamment argué, en 1989, en faveur de la thèse selon laquelle John Paisley aurait été un espion soviétique (Widows: The Explosive Truth Behind 25 Years of Western Intelligence Disasters, 1989) , et qu'il se serait dissimulé en URSS après 1978.
L'ex-haut responsable de la CIA Victor Marchetti (en), quant à lui, prétendit que Paisley avait été assassiné parce qu'il en savait trop sur l'assassinat de John F. Kennedy, afin de l'empêcher de témoigner devant le House Select Committee on Assassinations.

## Sources
- Hougan, Jim (1984), Secret Agenda, Random House, 1984
- Biography: John Paisley, Spartacus Educational, [lire en ligne]